# Hünstein von Großenritte
Der Hünstein von Großenritte im Baunataler Stadtteil Großenritte ist ein Kulturdenkmal in Nordhessen. Der Menhir aus Quarzit war das Zentrum einer rituellen Versammlungsstätte aus dem 4. bis 3. Jahrtausend v. Chr.

## Geschichte

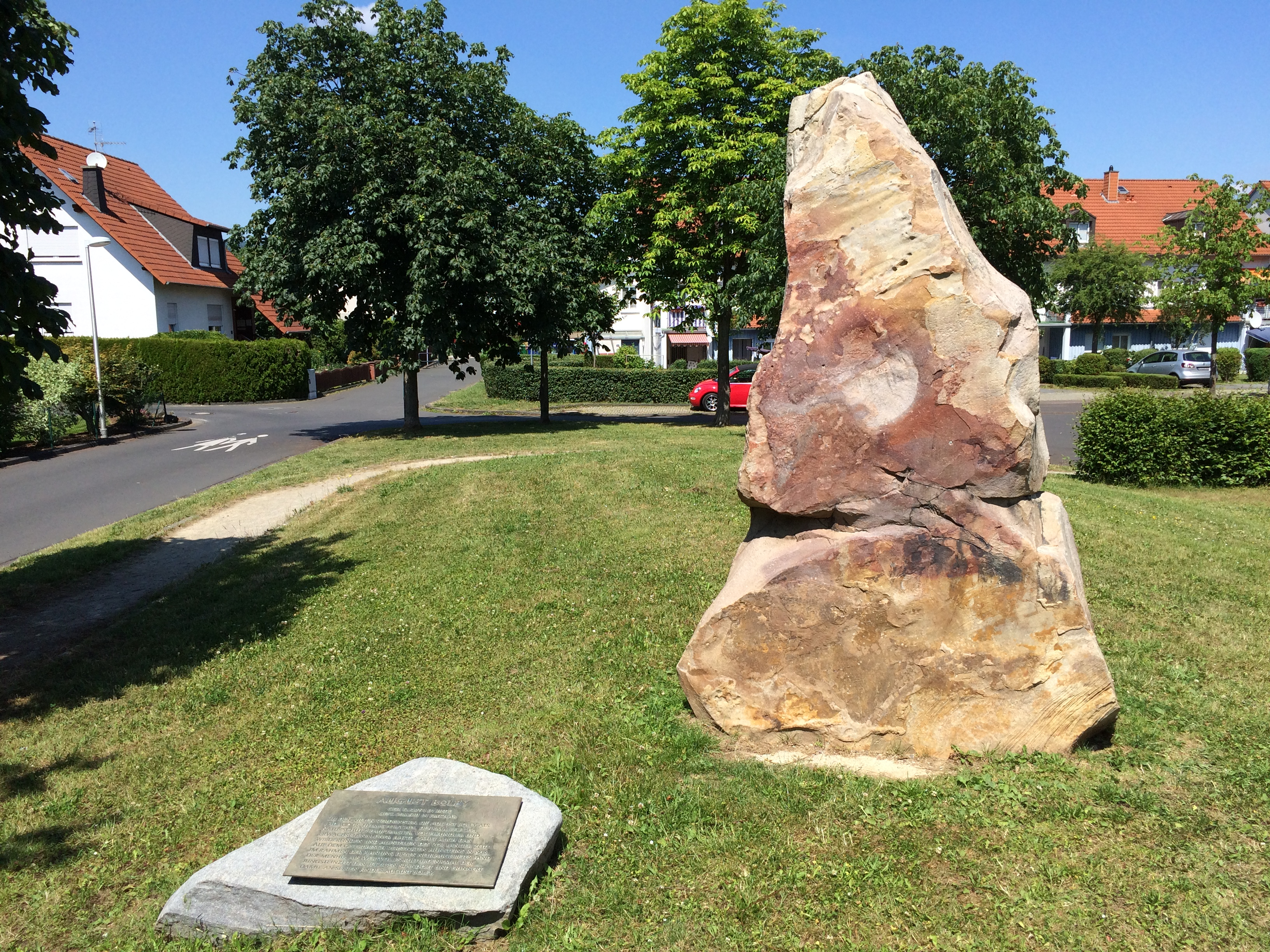
Hünstein von Großenritte mit Gedenktafel an August Boley

Der Stein stand bis 1911 auf einem freien Feld bei Großenritte. Dann wurde er vom Eigentümer des Feldes im Boden versenkt.
Der Menhir wurde 1932 von Herbert Bohley wiederentdeckt und im Auftrag des kurhessischen Landesarchäologen Gero von Merhart von dessen Student Wilhelm Jordan ausgegraben. Dieser stellte den Menhir unweit der Fundstelle erneut auf. Heute steht der Menhir auf dem Hünsteinplatz in Großenritte.
Am Hünstein ist auch eine Gedenktafel an August Boley zu finden, dem Finder des Hünsteines. Sie trägt die Inschrift:
Geb. 12.5.1894 in Riede

Zu den vielen Verdiensten, die August Boley als Pädagoge, Heimatforscher, Denkmalpfleger, Naturschutzbeauftragter, Vogelkundler und Erwachsenenbildner hatte, zählt auch das Wiederfinden und Aufstellen des vor langer Zeit auf dem Opfertriesch versenkten Hünsteins in 1936. Im Rahmen der Planung dieses Neubaugebietes fand der Menhir als wertvolles Kulturdenkmal der Jungsteinzeit den jetzigen Standort und erinnert damit an seinen Finder August Boley.

## Abmessungen
Der Stein ist 2,5 m hoch. Er verjüngt sich konisch von einem Durchmesser von 1,3 m am Boden bis zur Kuppe.

## Funde
Bei dem Menhir fanden sich vorgeschichtliche Scherben, eine Bernsteinperle und das Bruchstück eines Steinbeils.

## Sage
Ein Riese soll den Menhir vom nahen Hirzstein bei Elgershausen im Habichtswald losgerissen haben, um den Kirchturm von Kirchbauna zu zerschmettern. Der Block glitt ihm aber zu früh aus der Hand, flog nur eine Stunde und fiel in Großenritte aufs Ackerland. Auf dem Stein sind noch heute die fünf Fingerabdrücke des Riesen zu sehen.